# ペケペケペケル
『ペケペケペケル』は、いがらしみきおの漫画作品で、ポプラ社『プレコミックブンブン』で2004年1月号から2005年7月号まで連載された。単行本は全2巻。

## キャラクター
ペケル
この漫画の主人公。
オウチ
ペケルの仲間。モチーフはお家（犬小屋）。
クサメ
ペケルの仲間。モチーフはお花。
コロガリ
ペケルの仲間。モチーフは石。
ペケ王
ペケルの父親。
ペケミ王妃
ペケルの母親。
など。

## 書誌情報
- いがらしみきお『ペケペケペケル』ポプラ社〈ブンブンコミックス〉
  1. 2005年1月、ISBN 978-4591084366
  2. 2005年8月、ISBN 978-4591086469